# Luttelgeest
Luttelgeest is een dorp in de polder en gemeente Noordoostpolder, in de Nederlandse provincie Flevoland.

## Ligging
Luttelgeest ligt in het noordoosten van de polder, ten noorden van het dorp Marknesse. Naast de dorpskern behoort een groot stuk polderland tot het dorp. Deze is naast landbouwgebied ook het grootste tuinbouwgebied van de Noordoostpolder met grote kassencomplexen. Ten noordwesten van het dorp vindt men het Kuinderbos. Dit bos ligt op het grondgebied van Luttelgeest langs de grens van de provincie Friesland.

## Herkomst naam
Luttelgeest is vernoemd naar een plaats met dezelfde naam die vroeger bij Kuinre lag. De naam verschijnt voor het eerst in 1379, wanneer toestemming gevraagd wordt aan Dirk van Swieten, heer van Urk en Emmeloord, om een versterking te bouwen teneinde de zeeroverij van de Friezen op de Zuiderzee te kunnen bestrijden. De verklaring van de naam Luttelgeest is niet ingewikkeld. Luttel is 'klein' en geest is de benaming voor hoge zandgronden. In het westen van Nederland zijn de geestgronden het gebied tussen de duinenrij en de lage veen- of poldergronden, maar ook langs de Zuiderzee kwamen dergelijke gronden voor, getuige de naam Gaasterland. Door een (dialectisch) afwijkende vorm van geest dient men zich overigens niet te laten misleiden: de naam Lutjegast (in Groningen) is identiek aan Luttelgeest.

## Geschiedenis
De plaatsnaam is ontleend aan een kleine plaats die bij de stad Kuinre lag. Die plaats werd voor het eerst genoemd nadat de Heer van Urk toestemming gaf aan de Heer van Kuinre een versterking te bouwen om de Friese zeerovers enigszins in toom te houden. Het verzoek van de Heer van Kuinre dateert van 1379.
In het Kuinderbos bij de plaats Kuinre stond eerder ook al een burcht. De Kuinderburcht was een mottekasteel, een ronde burcht op een kunstmatige heuvel met om die heuvel een gracht. De fundamenten liggen er nog altijd in de grond; boven op de fundamenten heeft men de fundamenten nagemaakt om zo het publiek te laten zien wat er onder de grond ligt. De burcht komt in 1196 voor het eerst voor in de geschriften als Willem I van Holland, die toen geen Graaf van Holland was, het kasteel aanvalt. Willem zou het winnen van de toenmalige Heer van Kuinre, Hendrik de Kraanvogel. Maar na bemiddeling van de Bisschop van Utrecht tussen de twee partijen kreeg Heer van Kuinre de burcht en de omringende landerijen weer terug.
Bij de burcht verdronk op 23 oktober 1406 de dochter van de Heer van Kuinre bij een grote overstroming. De burcht werd het volgende jaar verkocht aan de Bisschop van Utrecht. Naar verluidt verscheen de dochter als geest bij de burcht en kon de Heer van Kuinre de verschijningen niet meer aan. De plaatsnaam Luttelgeest zou dan ook daarvan zijn afgeleid: Luttel betekent klein, en de plaatsnaam zou dus kleine geest betekenen.  Een andere verklaring is echter waarschijnlijker: Luttel betekent dan nog wel steeds klein maar geest verwijst dan naar de geestgrond, hoog gelegen zandgrond, zoals ook bekend is in namen als Oegstgeest en Uitgeest. Deze zandgrond zou onderdeel geweest zijn van de burcht.

## Bezienswaardigheden
De andere grote toeristische attractie van het dorp is Pantropica, een kassencomplex met tropische planten, dat met ongeveer 225.000 bezoekers per jaar de grootste toeristische attractie van de Noordoostpolder is. Vanwege het vele groen en het open karakter kent het dorp de slagzin groendorp met ruimte.

## Scholen
Een lange tijd waren er twee scholen in Luttelgeest: CBS De Rank en SWS De Klipper. Daarnaast is er nog een school genaamd De Wissel maar dat is van origine bedoeld voor het bijgelegen AZC. Bij datzelfde AZC is er ook nog een dependance van het Zuyderzee Lyceum. Deze middelbare school is voor bewoners van het AZC die nog niet, of nog niet zo goed, Nederlands kunnen spreken. Het hoofdgebouw van het Zuyderzee Lyceum ligt in Emmeloord.
In 2018 werd bekend dat een fusie zou plaatsvinden tussen CBS De Rank en SWS De Klipper. De reden van de fusering is het leerlingenaantal van CBS De Rank welke terugliep. Vanaf schooljaar 2018/2019 heet de fusieschool SWS De Floreant.